# パチムラ級コルベット
パチムラ級コルベット（英語: Pattimura-class corvette）は、インドネシア海軍のコルベットの艦級。ジェーン海軍年鑑ではフリゲートとして類別されていた。

## 来歴
1950年代初頭、イタリア海軍はアルバトロス級の建造に着手した。これは同国のアンサルド社 (Gio. Ansaldo & C.) が輸出用に開発した設計を採用しており、戦後初のイタリア国産コルベットであった。またその後、オランダ海軍とデンマーク海軍向けに準同型艦が建造された。
そしてインドネシア海軍も、同社のスーラパティ級高速フリゲートと同時に、アルバトロス級を発展させたコルベットを発注した。これによって建造されたのが本級である。なお、アメリカ海軍も本級に似た設計でPF-103級6隻を建造し、軍事援助の一環としてイラン海軍とタイ王国海軍に引き渡した。

## 設計
原型となったアルバトロス級と同様に中央船楼型を採用しているが、垂線間長にして5.5メートル、基準排水量にして150トン大型化された。これに伴い、原型艦ではディーゼルエンジン2基2軸であったのに対し、本級では3基3軸に変更された。
竣工時は、艦砲として40口径7.6cm単装砲2基、対空兵器として70口径30mm連装機銃1基、対潜兵器としてヘッジホッグ対潜迫撃砲2基と爆雷投射機4基、爆雷投下軌条を備えていた。その後、1976年から1977年にかけて、除籍された高速戦闘艇から撤去された85mm砲2門、25mm連装機銃2基、14.5mm連装機銃2基に換装された。

## 同型艦一覧
| #        | 艦名                                         | 起工         | 進水          | 竣工          | 退役   |
| -------- | -------------------------------------------- | ------------ | ------------- | ------------- | ------ |
| 252 →371 | パチムラ KRI Pattimura                       | 1956年1月8日 | 1956年7月1日  | 1958年1月28日 | 1984年 |
| 253 →372 | スルタン・ハサヌディン KRI Sultan Hasanuddin | 1956年1月8日 | 1957年3月24日 | 1958年3月8日  | 1979年 |